# Скелі Байонез
Ске́лі Байоне́з (яп. ベヨネース列岩, ベヨネースれつがん, МФА: [bejoneːsu̥ ɾet͡sugan]; англ. Bayonnaise Rocks) — група безлюдних островів вулканічного походження в західній частині Тихого океану. Складова групи островів Ідзу. Належать області Хатідзьо префектури Токіо, Японія. Віддалені від Токіо на 408 км. Не підпорядковані жодному населеному пункту області. Станом на 2007 рік площа скель становила 0,01 км. Найвища точка — 9,9 м. Названі на честь французького корабля «Байонез», що 1846 року відкрив їх.

## Галерея

Скелі Байонез на карті островів Ідзу